# FAZ-Tower

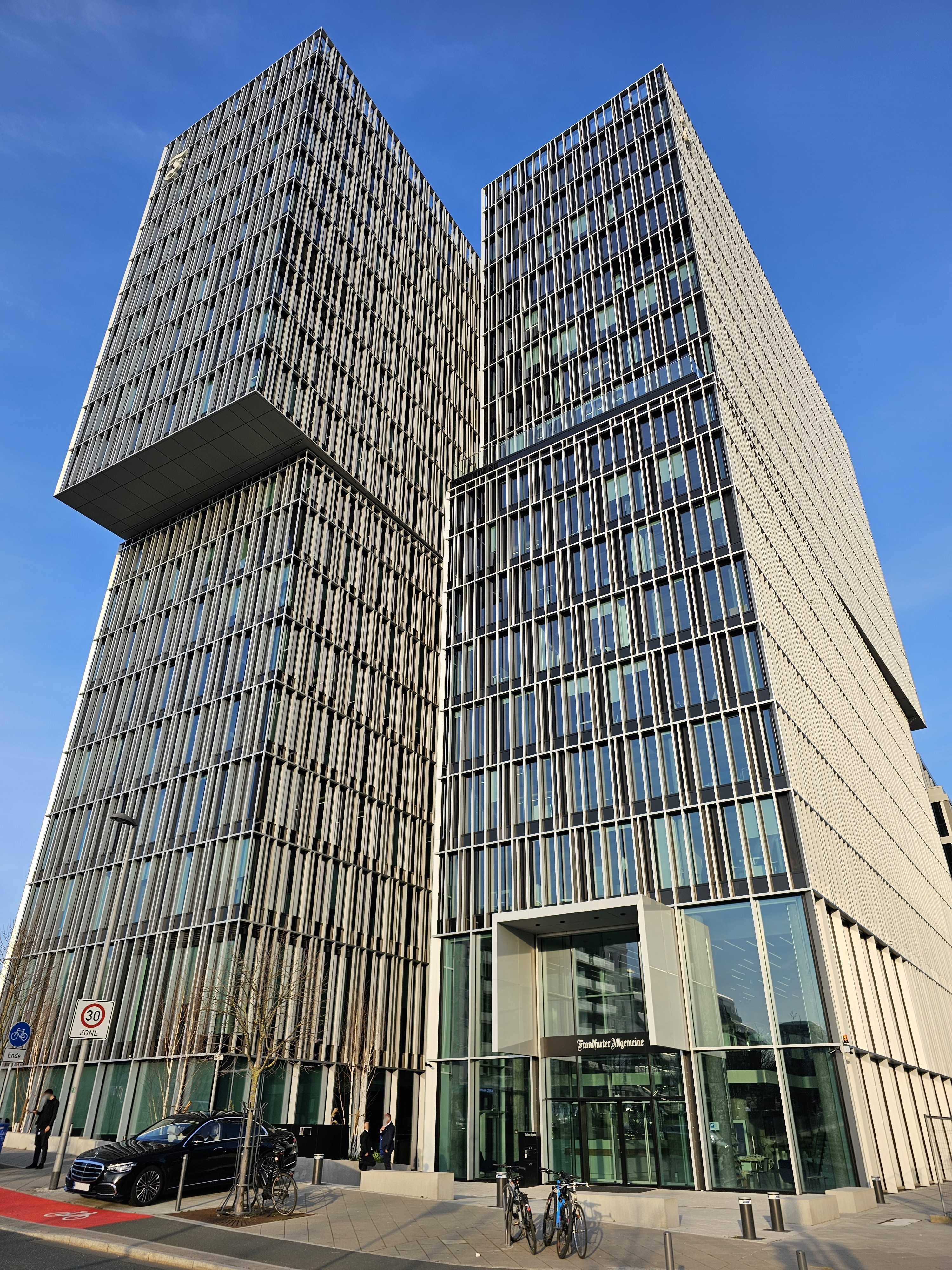
FAZ-Tower, Pariser Straße 1, Frankfurt am Main

Der FAZ-Tower (auch F.A.Z.-Tower) ist ein Hochhaus im Europaviertel in Frankfurt am Main. Der rund 60 Meter hohe Büroturm beheimatet den Verlag und die Redaktion der Frankfurter Allgemeinen Zeitung (FAZ).

## Planung und Bau
Der FAZ-Tower wurde vom Büro Eike Becker Architekten entworfen und bietet auf 18 Stockwerken rund 1000 Mitarbeitern auf etwa 30.000 Quadratmetern Platz. Die Grundsteinlegung fand am 9. September 2020 in Anwesenheit des hessischen Ministerpräsidenten Volker Bouffier und des Frankfurter Oberbürgermeisters Peter Feldmann statt. Ein Jahr nach der Grundsteinlegung wurde am 9. September 2021 Richtfest des Neubaus gefeiert. Der Umzug fand im Jahr 2022 statt. Ursprünglich war der Baubeginn für Herbst 2018 vorgesehen, die Fertigstellung für Ende 2020. Errichtet wird das Gebäude von dem Wiener Projektentwickler UBM Development, der es 2020 an den Versicherungskonzern HanseMerkur verkauft hat. Der Verlag mietet es an. Die bisherigen Verlagsgebäude im Stadtteil Gallus wurden abgerissen.
Der Bau besteht aus zwei schlanken Riegeln, die aus der Achse gedreht und gegeneinander verschoben sind. Eine Hälfte des neuen Hochhauses weist durch die Auskragung des oberen Gebäudeteils nach Osten, während die andere Hälfte Richtung Westen weist. Die Architekten sehen durch diese Ost-West-Verbindung ein „architektonisches Bekenntnis zur europäischen Idee“.
Ergänzt wird das Bürohochhaus durch einen angrenzenden achtgeschossigen Hotelbau mit 348 Zimmern.